# 2-й Зірімзібаш
2-й Зірімзіба́ш (рос. 2-й Зиримзибаш, башк. 2-се Еремйәбаш) — присілок у складі Татишлинського району Башкортостану, Росія. Входить до складу Курдимської сільської ради.
Населення — 151 особа (2010; 156 у 2002).
Національний склад:
- башкири — 100 %